# Isabel Crook

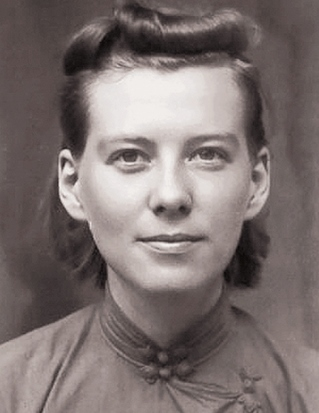
Isabel Crook (um 1940)

Isabel Crook (geborene Isabel Brown) (chinesisch 饶素梅, Pinyin Ráo Sùméi; * 15. Dezember 1915 in Chengdu; † 20. August 2023 in Peking) war eine kanadisch-britische Anthropologin und Soziologin.

## Leben
Die Eltern von Isabel Crook waren Muriel (geb. Hockey) und Homer Brown, beide kanadische methodistische Missionare. Sie hatten sich in der Westchina-Mission in Chengdu kennengelernt. Im Jahre 1915 heirateten sie. Schon als Kind interessierte sich Isabel Brown für Anthropologie und die ethnischen Minderheiten in China. Im Jahre 1939 erwarb sie einen Abschluss am Victoria College der University of Toronto. Sie kehrte nach China zurück und machte sich mit einem chinesischen Kollegen auf den Weg nach West-Sichuan, um das Volk der Yi (damals bekannt als Lolos) zu studieren, das einer schamanischen Religion folgte und in einer kastenbasierten Gesellschaft lebte, die stark auf Sklaverei beruhte.
Im Jahre 1940 traf sie den britischen Kommunisten David Crook (1910–2000), den sie 1942 heiratete. 1947 gingen sie gemeinsam in die Provinz Hebei, um die chinesische Landreform zu studieren. Im Anschluss folgte sie der Einladung der Pekinger Fremdsprachenuniversität (damals BFSU).
Während der Kulturrevolution war ihr Ehemann David von 1967 bis 1973 im Qincheng-Gefängnis inhaftiert, während sie auf dem Campus der BFSU eingesperrt war. Sie erklärte später, sie verstehe und vergebe ihren Entführern. 1981 zog sie sich aus der Lehre zurück und nahm ihre Forschungen als Anthropologin wieder auf.
Im Juni 2019 wurde sie Ehrenbürgerin von Bishan. Crook hatte drei Söhne und starb am 20. August 2023 in Peking im Alter von 107 Jahren.

## Auszeichnungen
- 29. September 2019: Freundschaftsmedaille (China)

## Werke (Auswahl)
- Xinglong Chang: Field Notes of a Village Called Prosperity 1940–1942 (兴隆场：抗战时期四川农民生活调查) ISBN 978-7-101-08034-6
- Revolution in a Chinese Village: Ten Mile Inn (十里店：中国一个村庄的革命) ISBN 978-1-134-68555-4
- Prosperity’s Predicament: Identity, Reform and Resistance in Wartime China (2013) ISBN 978-1-4422-5277-6